# イェルク・エーヴァルト・デーラー
イェルク・エーヴァルト・デーラー（Jörg Ewald Dähler, 1933年3月16日 - 2018年11月3日）は、スイスのチェンバロ奏者、指揮者、作曲家。
ベルン出身。ベルン音楽院でサヴァ・サヴォフにピアノを学んだあと、フライブルク・イム・ブライスガウでフリッツ・ノイマイヤーにチェンバロを師事。1962年から母校のベルン音楽院でチェンバロ、室内楽や即興演奏法などを講じ、バーゼル・スコラ・カントルムにも出講した。1965年から1998年までベルン市庁舎でのコンサートを監督。1974年から2011年までベルン室内合唱団の指揮者を務めた。
ベルンにて長逝。